# فهرست اپیزودهای قهرمان‌ها
مجموعهٔ علمی–تخیلی تلویزیونی ان‌بی‌سی قهرمان‌هابه معرفی زندگی انسان‌های خارق‌العاده و دارای قدرت‌های فرا-انسانی می‌پردازد. این مجموعه برای اولین بار در ۲۵ سپتامبر ۲۰۰۶ به اجرا گذاشته شد و اولین فصل آن در ۲۸ اوت ۲۰۰۷ روی دی‌وی‌دی عرضه شد و از بین ۱۴۲ مجموعهٔ تلویزیونی آمریکایی رتبهٔ ۲۱م را به دست آورد. فصل دوم آن رتبهٔ ۲۱ رت در بین ۲۲۰ مجموعه گرفت و در ۲۶ اوت ۲۰۰۸ روی بلوری و دی‌وی‌دی عرضه شد. فصل سوم آن در ۲۲ سپتامبر ۲۰۰۸ آغاز گردید و چهارمین فصل در ۲۱ سپتامبر ۲۰۰۹. پس از آن مجموعه متوقف شد و ان‌بی‌سی به‌طور رسمی این پروژه را منحل کرد. در ۲۴ سپتامبر ۲۰۱۵، ان‌بی‌سی اعلام کرد که مجموعه را دوباره تحت نام قهرمان‌ها: تولد دوباره ادامه خواهد داد.

## دید کلی مجموعه
| فصل | مجموعه      | قسمت‌ها | قسمت‌ها | تاریخ اصلی روی آنتن رفتن | تاریخ اصلی روی آنتن رفتن |
| فصل | مجموعه      | قسمت‌ها | قسمت‌ها | اولین بار                | آخرین بار                |
| --- | ----------- | ------ | ------ | ------------------------ | ------------------------ |
| ۱   | Genesis     | ۲۳     | ۲۳     | ۲۵ سپتامبر ۲۰۰۶          | ۲۱ مه ۲۰۰۷               |
| ۲   | Generations | ۱۱     | ۱۱     | ۲۴ سپتامبر ۲۰۰۷          | ۳ دسامبر ۲۰۰۷            |
| ۳   | Villains    | ۲۵     | ۱۳     | ۲۲ سپتامبر ۲۰۰۸          | ۱۵ دسامبر ۲۰۰۸           |
| ۳   | Fugitives   | ۲۵     | ۱۲     | ۲ فوریه ۲۰۰۹             | ۲۷ آوریل ۲۰۰۹            |
| ۴   | Redemption  | ۱۸     | ۱۸     | ۲۱ سپتامبر ۲۰۰۹          | ۸ فوریه ۲۰۱۰             |

## اپیزودها

### فصل ۱ (۰۷–۲۰۰۶)
| '  |    |                                               |                        |                         |                  |       |
| ۱  | ۱  | «پیدایش EN»                                   | David Semel            | تیم کرینگ               | ۲۵ سپتامبر ۲۰۰۶  | 14.10 |
| ۲  | ۲  | «به پشت نگاه مکن EN»                          | Allan Arkush           | تیم کرینگ               | ۲ اکتبر ۲۰۰۶     | ۱۲٫۹۶ |
| ۳  | ۳  | «یک جهش بزرگ EN»                              | Greg Beeman            | جف لوب                  | ۹ اکتبر ۲۰۰۶     | ۱۳٫۳۴ |
| ۴  | ۴  | «برخورد EN»                                   | ارنست دیکرسون          | برایان فولر             | ۱۶ اکتبر ۲۰۰۶    | ۱۲٫۹۶ |
| ۵  | ۵  | «هیروها EN»                                   | پاول شاپیرو (کارگردان) | مایکل گرین (نویسنده)    | ۲۳ اکتبر ۲۰۰۶    | ۱۴٫۴۵ |
| ۶  | ۶  | «نیمهٔ بهتر EN»                                | Greg Beeman            | Natalie Chaidez         | ۳۰ اکتبر ۲۰۰۶    | ۱۴٫۸۹ |
| ۷  | ۷  | «هیچ‌چیزی برای پنهان‌کردن EN»                   | Donna Deitch           | Jesse Alexander         | ۶ نوامبر ۲۰۰۶    | ۱۴٫۴۷ |
| ۸  | ۸  | «هفت دقیقه به نیمه شب EN»                     | پال ای. ادواردز        | تیم کرینگ               | ۱۳ نوامبر ۲۰۰۶   | ۱۵٫۰۸ |
| ۹  | ۹  | «بازگشت به خانه EN»                           | Greg Beeman            | Adam Armus & Kay Foster | ۲۰ نوامبر ۲۰۰۶   | ۱۶٫۰۳ |
| ۱۰ | ۱۰ | «شش ماه پیش EN»                               | Allan Arkush           | Aron Eli Coleite        | ۲۷ نوامبر ۲۰۰۶   | ۱۵٫۵۶ |
| ۱۱ | ۱۱ | «فال‌اوت EN»                                   | جان بدهام              | Joe Pokaski             | ۴ دسامبر ۲۰۰۶    | ۱۴٫۹۴ |
| ۱۲ | ۱۲ | «موهبت الهی EN»                               | Paul Shapiro           | تیم کرینگ               | ۲۲ ژانویه ۲۰۰۷   | ۱۴٫۹۰ |
| ۱۳ | ۱۳ | «ثابت EN»                                     | ترنس اوهارا            | Natalie Chaidez         | ۲۹ ژانویه ۲۰۰۷   | ۱۳٫۶۳ |
| ۱۴ | ۱۴ | «حواس پرتی EN»                                | جین‌نات وارک            | مایکل گرین              | ۵ فوریه ۲۰۰۷     | ۱۴٫۶۱ |
| ۱۵ | ۱۵ | «فرار کن! EN»                                 | روکسان داوسن           | Adam Armus & Kay Foster | ۱۲ فوریه ۲۰۰۷    | ۱۴٫۶۸ |
| ۱۶ | ۱۶ | «غیر مترقبه EN»                               | Greg Beeman            | Jeph Loeb               | ۱۹ فوریه ۲۰۰۷    | ۱۴٫۱۰ |
| ۱۷ | ۱۷ | «مرد شرکت EN»                                 | Allan Arkush           | Bryan Fuller            | ۲۵ فوریه ۲۰۰۷[B] | ۱۴٫۴۲ |
| ۱۸ | ۱۸ | «پارازیت EN»                                  | Kevin Bray             | Christopher Zatta       | ۴ مارس ۲۰۰۷[B]   | ۱۴٫۹۰ |
| ۱۹ | ۱۹ | «٫۰۷٪ EN»                                     | آدام کین               | Chuck Kim               | ۲۳ آوریل ۲۰۰۷    | ۱۱٫۹۶ |
| ۲۰ | ۲۰ | «پنج سال رفته EN»                             | Paul Edwards           | Joe Pokaski             | ۳۰ آوریل ۲۰۰۷    | ۱۱٫۹۲ |
| ۲۱ | ۲۱ | «قسمت سخت EN»                                 | John Badham            | Aron Eli Coleite        | ۷ مه ۲۰۰۷        | ۱۰٫۴۰ |
| ۲۲ | ۲۲ | «لغزش زمین EN»                                | Greg Beeman            | Jesse Alexander         | ۱۴ مه ۲۰۰۷       | ۱۱٫۵۴ |
| ۲۳ | ۲۳ | «چگونه یک مرد در حال انفجار را متوقف کنیم EN» | Allan Arkush           | تیم کرینگ               | ۲۱ مه ۲۰۰۷       | ۱۳٫۴۸ |

### قهرمان‌ها: تولد دوباره
قهرمان‌ها: تولد دوباره (به انگلیسی: Heroes Reborn) نام مجموعهٔ کوچک تلویزیونی علمی–تخیلی شبکهٔ ان‌بی‌سی است که به ادامهٔ داستان مجموعهٔ قهرمان‌ها می‌پردازد و برای اولین بار در ۲۴ سپتامبر ۲۰۱۵ اجرا شد. این مجموعهٔ کوچک تلویزیونی دارای ۱۳ قسمت در یک فصل اجرا شد و تیم کرینگ دیگر مدیر اجرایی تولید این مجموعه را بر عهده گرفت. شبکهٔ ان‌بی‌سی در ۱۳ ژانویهٔ ۲۰۱۶، این مجموعه را برای بار دوم منحل کرد و فصل دوم این مجموعه منتشر نخواهد شد.

## داستان
قهرمان‌ها: تولد دوباره به ادامهٔ داستان اصلی مجموعهٔ قهرمان‌ها پس از آخرین فصل آن می‌پردازد. در این مجموعه تعداد زیادی از بازیگران اصلی مجموعهٔ قبلی همانند سایلر، پیتر پترلی وجود ندارند اما در طول داستان از آن‌ها یاد می‌شود. برخی بازیگران مجموعهٔ قبلی که در این مجموعه نیز وجود دارند شامل نوحا بنت، آنجلا پترلی، هیرو ناکامورا، مالی واکر و مت پارکمن می‌باشند. پیش از اکران اولین قسمت این مجموعه، ۶ قسمت کوتاه در اینترنت در ۹ ژوئیه ۲۰۱۵ توسط ان‌بی‌سی به صورت رایگان برای تماشا قرارداده شد که در آن به شخصیت‌های جدید و قدرت‌های آن‌ها پرداخته می‌شود.
داستان این مجموعه ۴ سال بعد از داستان قهرمان‌ها در سال ۲۰۱۴ اتفاق می‌افتد. در تاریخ ۱۳ ژوئن ۲۰۱۴ ساعت ۱۱:۴۳ حادثه‌ای تروریستی در اودسا، تگزاس رخ می‌دهد که باعث قتل تعداد زیادی از انسان‌ها می‌شود. این بمب‌گذاری توسط دولت به انسان‌های دارای قدرت خارق‌العاده (اِووها (EVOs)) نسبت داده‌شده و سرپرستی تمام حرکات تروریستی را به دکتر مهیندر سورش ارتباط می‌دهند. از این رو دولت تصمیم به دستگیری و کشتار این انسان‌ها (اِووها) می‌کند. یک‌سال بعد از این ماجرا در سال ۲۰۱۵، نوحا بنت (جک کولمن) که خود قبلاً همراه با پرایماتک (Primatech) اِووها را زیر نظر داشت، حافظه‌اش از این روز کاملاً پاک شده و تحت یک نام جعلی در یک شرکت ماشین‌فروشی کار می‌کند. در همین حال پسری به نام تامی (روبی کی) که قابلیت تلپورت اجسام و افراد را دارد به قدرت واقعی خویش پی می‌برد؛ او همراه با مادرش در حال فرار از سوی دولت آمریکا به کانادا هستند تا زندگی جدیدی را آغاز کنند، اما این نقشه به خوبی پیش نمی‌رود و آن‌ها ناچار به بازگشت می‌شوند. دختری به نام میکو (کی‌کی سوکیزین) به دنبال پدر گمشده‌اش می‌گردد اما اندکی بعد درمی‌یابد که با استفاده از شمشیر پدرش می‌تواند وارد بازی‌های کامپیوتری شود تا او را نجات دهد. قهرمان جدیدی در شهر لس آنجلس با نام کارلوس (رایان گازمن) که قبلاً یک سرباز بود، تلاش به کمک به اِووها می‌کند اما بعداً برای اولین بار درمی‌یابد که برادرش و برادرزاده‌اش نیز خود اِوو هستند. برادر او توسط دولت کشته می‌شود و برادرزاده‌اش آدم‌ربایی می‌شود. مالینا (دانیکا یاروش) دختری جوان و با یک سرنوشت معین است که نیروهای دولتی آمریکا به سختی به دنبال کشتن او هستند. اریکا (ریا کایهلستد) رئیس شرکت «رنوتاس» است که تنها هدفش نابودکردن یا به دام انداختن اِووها است که او خودش آن را به عنوان «کاری که باید انجام شود» می‌بیند. در همین زمان بسیاری از اطرافیان اِووها به خصوص کوینتین (هنری زربووسکی) که خواهرش فیبی (اشلین پاول) نیز از سوی دولت متهم به بمب‌گذاری شده و در حال حاضر مفقود است، این اتهامات را قبول ندارد و به دنبال جوابی برای این حوادث می‌گردد.

## شخصیت‌ها و بازیگران
| بازیگر           | شخصیت           | اجراها   | اجراها   | اجراها   | اجراها   | اجراها                |
| بازیگر           | شخصیت           | فصل ۱    | فصل ۲    | فصل ۳    | فصل ۴    | قهرمان‌ها: تولد دوباره |
| ---------------- | --------------- | -------- | -------- | -------- | -------- | --------------------- |
| جک کولمن         | نوحا بنت        | نقش اصلی | نقش اصلی | نقش اصلی | نقش اصلی | نقش اصلی              |
| ماسای اوکا       | هیرو ناکامورا   | نقش اصلی | نقش اصلی | نقش اصلی | نقش اصلی | بازیگر مهمان          |
| گرگ گرانبرگ      | مت پارکمن       | نقش اصلی | نقش اصلی | نقش اصلی | نقش اصلی | بازیگر مهمان          |
| سندهیل رامامورثی | موهیندر سورش    | نقش اصلی | نقش اصلی | نقش اصلی | نقش اصلی | بازیگر مهمان          |
| نوحا گری-کیبی    | مایکا سندرز     | نقش اصلی | نقش اصلی | نقش مجدد |          | بازیگر مهمان          |
| کریستین رز       | آنجلا پترلی     | نقش مجدد | نقش مجدد | نقش اصلی | نقش اصلی | بازیگر مهمان          |
| روبی کی          | تامی کلارک/نیتن |          |          |          |          | نقش اصلی              |
| زکری لی‌وای       | لوک کالینز      |          |          |          |          | نقش اصلی              |
| جودی شکونی       | جوانا کالینز    |          |          |          |          | نقش اصلی              |
| گاتلین گرین      | امیلی           |          |          |          |          | نقش اصلی              |
| هنری زبروسکی     | کونتین فریدی    |          |          |          |          | نقش اصلی              |
| ایسلین پال       | فیبی فریدی      |          |          |          |          | نقش اصلی              |
| رایان گازمن      | کارلوس          |          |          |          |          | نقش اصلی              |
| ریا کایهلستد     | اریکا دیوید     |          |          |          |          | نقش اصلی              |
| کی‌کی سوکزین      | مایکو اوتومو    |          |          |          |          | نقش اصلی              |
| دانیکا یاروش     | مالینا          |          |          |          |          | نقش اصلی              |

## اپیزودها
| '  |    |                           |                 |                             |                 |      |
| ۷۸ | ۱  | «دنیای قشنگ نو EN»        | مت شکمن         | تیم کرینگ                   | ۲۴ سپتامبر ۲۰۱۵ | ۶٫۰۹ |
| ۷۹ | ۲  | «اودسا EN»                | گرگ بی‌من        | پیتر الک‌هوف                 | ۲۴ سپتامبر ۲۰۱۵ | ۶٫۰۹ |
| ۸۰ | ۳  | «زیر ماسک EN»             | گرگ بی‌من        | سیموس کوین فاهی             | ۱ اکتبر ۲۰۱۵    | ۵    |
| ۸۱ | ۴  | «نیاز به دیگران EN»       | جف وولنو        | جوی فالکو                   | ۸ اکتبر ۲۰۱۵    | ۴٫۴۱ |
| ۸۲ | ۵  | «دخمه شیرها EN»           | جف وولنو        | های هارولد                  | ۱۵ اکتبر ۲۰۱۵   | ۴٫۰۱ |
| ۸۳ | ۶  | «بازی تمام است EN»        | گیدون راف       | نوین دش‌من                   | ۲۲ اکتبر ۲۰۱۵   | ۳٫۸۰ |
| ۸۴ | ۷  | «۱۳ ژوئن - قسمت اول EN»   | آلان آرکوش      | آدام لش و کوی اُچیدا         | ۲۹ اکتبر ۲۰۱۵   | ۳٫۹۵ |
| ۸۵ | ۸  | «۱۳ ژوئن - قسمت دوم EN»   | آلان آرکوش      | ریوین متزنر                 | ۵ نوامبر ۲۰۱۵   | 3.97 |
| ۸۶ | ۹  | «ساندی خونین EN»          | گیدین رف        | ماریشا موکرجی و شارون هوفمن | ۱۲ نوامبر ۲۰۱۵  | ۳٫۷۸ |
| ۸۷ | ۱۰ | «به اودسا: ساعت ۱۱:۴۳ EN» | لوریسا کاندرسکی | سیموس کوین فهی              | ۱۹ نوامبر ۲۰۱۵  | ۳٫۷۲ |
| ۸۸ | ۱۱ | «کلون‌ها را بفرست EN»      | لاریسا کندراکی  | پیتر الکوف                  | ۷ ژانویه ۲۰۱۶   | ۳٫۷۴ |
| ۸۹ | ۱۲ | خانم کمپانی EN            | جان جونز        | هالی هارولد                 | ۱۴ ژانویه ۲۰۱۶  | ۳٫۸۳ |
| ۹۰ | ۱۳ | پروژهٔ تولد دوباره EN      | جان جونز        | تیم کرینگ و زک کرالی        | ۲۱ ژانویه ۲۰۱۶  | ۳٫۸۳ |